# 曹德信
曹德信（1957年4月—），浙江东阳人。1976年入伍，中国人民解放军少将。
2005年，任南京军区司令部直属工作部部长。2009年，任福建省军区政治部主任。2011年，任上海警备区政治部主任。2013年3月，任福建省军区政委。2015年1月，任中共江苏省委常委、江苏省军区政委。2016年11月，不再担任中共江苏省委常委。2017年4月，不再担任江苏省军区政委。